# Bona Sforza de Milán
Bona Sforza de Milán (Vigevano, 2 de febrero de 1494-Bari, 19 de noviembre de 1557) fue hija de Gian Galeazzo Sforza, duque de Milán, e Isabel de Aragón, y por tanto miembro de la Casa Sforza. En 1518, se convirtió en la segunda esposa del rey Segismundo I Jagellón el Viejo y reina consorte de Polonia.

## Descendencia
Bona fue madre de seis hijos:
- Isabela (18 de enero de 1519-15 de septiembre de 1559), reina de Hungría como la esposa del rey Juan I de Hungría (el conde húngaro Juan de Zápolya).

- Segismundo Augusto (1 de agosto de 1520-7 de julio de 1572), rey de Polonia y gran duque de Lituania.

- Sofía (13 de julio de 1522-28 de mayo de 1575), duquesa de Brunswick-Luneburgo como la segunda esposa del duque Enrique V de Brunswick-Luneburgo.

- Ana (18 de octubre de 1523-9 de septiembre de 1596), reina de Polonia como la esposa del rey Esteban I de Polonia (el conde húngaro Esteban Báthory).

- Catalina (1 de noviembre de 1526-16 de septiembre de 1583) reina de Suecia y gran duquesa de Finlandia como la primera esposa del rey Juan III de Suecia.

- Wojciech Olbracht (nacido y fallecido el 20 de septiembre de 1527).

El 1 de abril de 1548, Segismundo el Viejo murió, dejando a Bona viuda y siendo sucedido por su hijo mayor. La soberana se retiró a Masovia y allí permaneció ocho años antes de regresar a su Bari natal. Un año después de su regreso al ducado, murió en circunstancias cuestionables.  Según algunos, habría sido envenenada por su oficial de confianza, Gian Lorenzo Pappacoda. Éste habría actuado en nombre del rey Felipe II de España, que deseaba evitar pagar las considerables deudas contraídas con la reina polaca, en su búsqueda de financiación para la guerra. Fue enterrada en la basílica de San Nicolás de Bari.